# Lidia Goebel

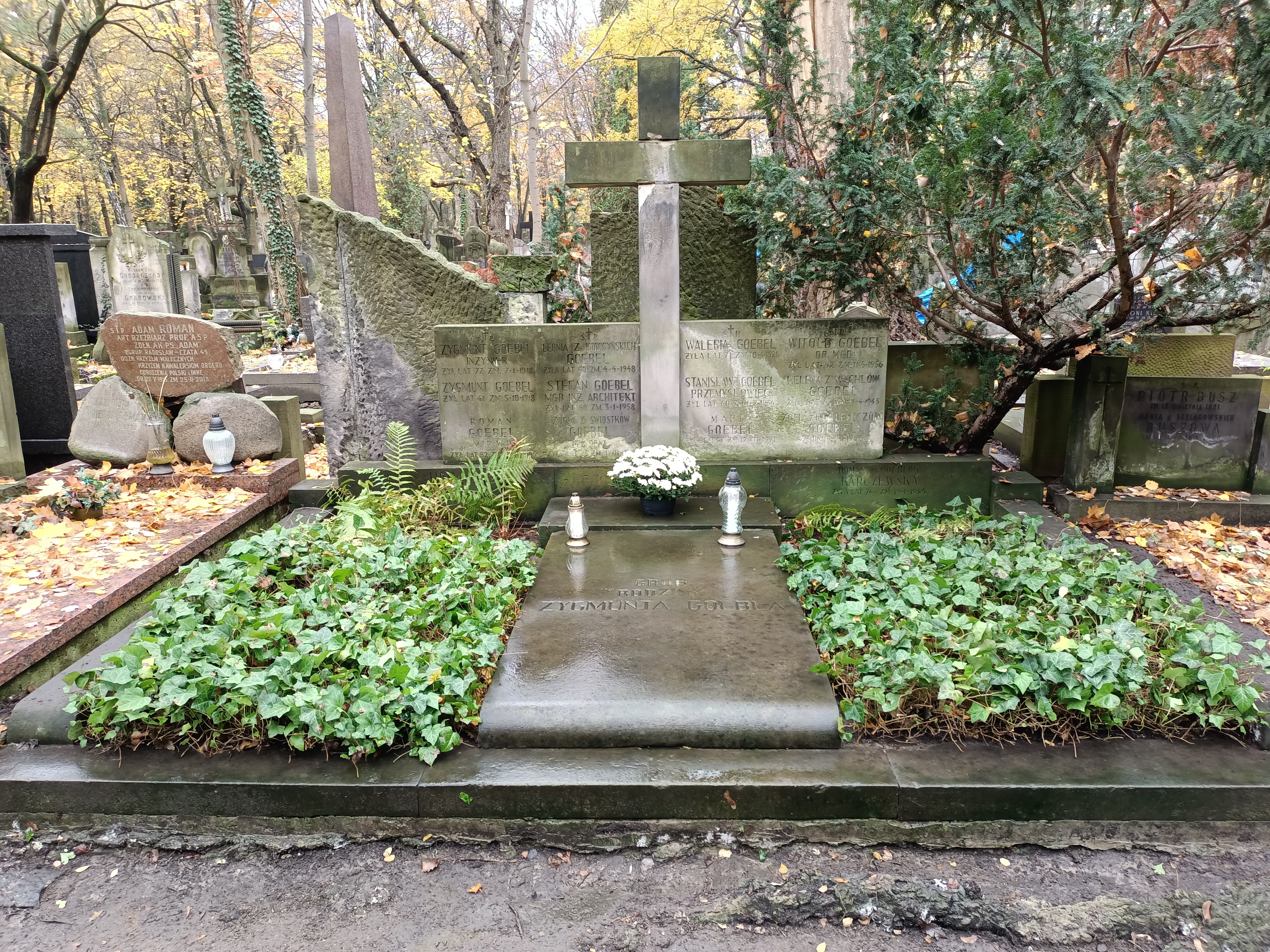
Grób Lidii Goebel na Cmentarzu Powązkowskim

Lidia (Ligia) Goebel (ur. 7 kwietnia 1904 w Warszawie, zm. 28 lub 31 marca 1980 tamże) – polska aktorka teatralna i filmowa.

## Życiorys
W 1930 wzięła udział w konkursie piękności Miss Polonia. Była słuchaczką Państwowego Instytutu Sztuki Teatralnej w Warszawie. Jako aktorka debiutowała w 1934 roku na scenie warszawskiego Teatru Ateneum. W latach 1935–1938 grała na scenach teatrów zrzeszonych w Towarzystwie Krzewienia Kultury Teatralnej, a w sezonie 1938/1939 występowała jako tancerka w Teatrze 8.15.

Podczas II wojny światowej pracowała jako kelnerka. Po zakończeniu walk, w latach 1946–1948 była członkinią zespołu Miejskich Teatrów Dramatycznych w Warszawie. Po 1949 roku porzuciła aktorstwo.
Została pochowana na Cmentarzu Powązkowskim w Warszawie (kwatera 233, rząd I, miejsce 10–12).

## Filmografia
- Przebudzenie (1934)
- Hanka (1934) - Cyganka Aza